# 1500 Jyväskylä
1500 Jyväskylä è un asteroide della fascia principale. Scoperto nel 1938, presenta un'orbita caratterizzata da un semiasse maggiore pari a 2,2418360 au e da un'eccentricità di 0,1903222, inclinata di 7,43358° rispetto all'eclittica.
L'asteroide è dedicato allomonima città finlandese.